# Pieter-Jan Calcoen
Pieter-Jan Calcoen (Oostende, 31 maart 1992) is een voetbaljournalist van de krant Het Nieuwsblad. Voorheen werkte hij voor Het Laatste Nieuws.
Calcoen groeit op in de Westhoek in Koksijde. Na zijn middelbare studies aan het Immaculata-instituut in De Panne kiest hij voor een opleiding Journalistiek aan de Arteveldehogeschool in Gent. Die rondt hij af in 2013. In zijn laatste studiejaar krijgt Calcoen een stage op de nationale sportredactie van Het Laatste Nieuws. Na het behalen van zijn diploma kan hij bij Het Laatste Nieuws als verslaggever terecht.
Voor Het Laatste Nieuws gaat Calcoen naar verschillende grote voetbaltoernooien, zoals het WK 2018 in Rusland en het EK voor vrouwen 2017 in Nederland.
In 2017 reikt hij de eerste Gouden Schoen voor vrouwen uit aan Tessa Wullaert.
In 2022 stapt Calcoen over van Het Laatste Nieuws naar Het Nieuwsblad. Voor die krant is hij aanwezig op het WK 2022 in Qatar en het EK 2024 in Duitsland. Ook is hij regelmatig te horen in de voetbalpodcast Sjotcast.

## Boek
Calcoen publiceert in 2022 het boek 'Vrouwenvoetbal', samen met Tessa Wullaert. Het boek verschijnt bij uitgeverij Vrijdag en wordt voorgesteld in het Lotto Park van Anderlecht, waar Wullaert op dat moment als speelster aan de slag is. Niet enkel het traject van Wullaert komt in het boek aan bod, ook het vaak frustrerende parcours van het vrouwenvoetbal.
- International Standard Name Identifier: 0000 0005 0727 5784
- Library of Congress Control Number: nb2023008358
- Nederlandse Thesaurus van Auteursnamen: 436759888
- Virtual International Authority File: 34165808642458970813